# 少女的奇幻森林
《少女的奇幻森林》（ミヨリの森）是小田秀次的日本漫畫作品。

## 概要
秋田樹電的月刊少女漫畫雜誌・神秘博妮塔從2003年4月連載到同年11月為止，之後出單行本，銷售中。還有在同雜誌連載續集『少女的奇幻森林2』和完結篇『少女的奇幻森林3』。

### 傳播作品
2004年在NHK-FM被廣播劇化。
2007年被動畫化，並於8月25日在富士電視台單集播映。

## 故事

### 第一部 少女的奇幻森林
因為父母感情失和，在冷漠環境中成長的未由里，在母親離家出走，爸爸把她交付給在鄉下老家的爺爺奶奶照顧。她為了逃避難過的現實世界，總是愛幻想的她，走進森林裡竟真的遇到各種奇幻的事情 ！！而且森林裡的精靈們都認識她，奶奶還說她被選為森林的主人……！？

### 第二部 少女的奇幻森林2
平靜的鄉村生活來了一位寄人籬下的農業御宅族，從未談過戀愛的未由里竟然愛上他了！？而他的妹妹則是個看得到精靈，對人生充滿絕望的陰沉女孩！？看來小森村這次又要開始熱鬧起來了。

### 第三部 少女的奇幻森林3
尼可爺（一本櫻）被雷劈死了！剛搬來住的芭蒂卻說是她害的！？另一方面，小森村的水壩工程依然進行中……！？而未由里的媽媽竟然懷著身孕回來了！奇幻森林這次又大小事不斷了！

## 廣播劇
2004年於NHK-FM「青春冒險」播出廣播劇。依序從11月15日（星期一）－11月19日（星期五）、11月22日（星期一）－11月26日（星期五）播出，全10回。

### 聲演
| 配音     | 配音   | 角色                                 |
| 日語     | 國語   | 角色                                 |
| -------- | ------ | ------------------------------------ |
| 星野聖良 | 許淑嬪 | 未由里（ミヨリ）                     |
| 大塚道子 | 魏晶琦 | 春奈奶奶（ばあちゃん（春奈））       |
| 佐佐木敏 |        | 俊作爺爺（じいちゃん（俊作））       |
| 唐澤潤   |        | 奈奈美（ナナミ）                     |
| 西村淳二 | 孙中台 | 尼可里薩（ネゴリザ）                 |
| 田之中勇 | 詹雅菁 | 波库利克（ボクリコ）                 |
| 江良潤   |        | 神秘的聲音鹿之子（謎の声（カノコ）） |
| 松野太紀 |        | 哇西拉西（ワシラシ）                 |
| 浦和惠   | 魏晶琦 | 索格莉（ソゲリ）                     |
| 澤律夫   |        | 莫格里（モグリ）                     |
| 込山順子 | 魏晶琦 | 泉水之女（泉の女）                   |
| 建蔵     | 李世扬 | 尚（父（尚））                       |
| 佐藤節二 |        | 荒木                                 |

### 製作
- 原作 - 小田秀次
- 脚色 - 黑沼美佳子
- 選曲 - 伊藤守惠
- 演出 - 真銅健嗣
- 技術 - 西田俊和、大塚豐
- 音響效果 - 吉田直矢、千本木真純

## 電視動畫
在（2007年8月25日）由富士電視網『土曜獎金』的暑假特別計畫，於21點00分-23點10分（JST）播映。收視率15.8%。
『花了2億的預算與3年的時間構想，還有吉卜力工作室的成員也加入團隊』與大規模的攻勢宣導來強打本作品，不過關於評價部分也有好有壞。

### 登場人物
在公式表中被公佈的登場人物
真縞未由里（配音員：蒼井優）
卡諾可（配音員：天野博之）（Kyaeen）
奶奶（配音員：市原悅子）
一本櫻精靈（配音員：元千歲）（特別演出）
以下是，富士電視台播報員
波庫利克（配音員：高島彩）
哇西拉西（配音員：松尾翠）
爸爸（配音員：伊藤利尋）
媽媽（配音員：吉崎典子）
岡子老師（配音員：佐佐木恭子）
其他登場人物
爺爺（配音員：辻親八）
大介（配音員：沼田祐介）
陽子（配音員：木村亞希子）
由起（配音員：齋藤千和）
直子（配音員：小島和子）
幸子（配音員：小池亞希子）
功太郎（配音員：小林由美子）
秀次（配音員：進藤尚美）
直子的父親（配音員：園部啟一）
警察（配音員：寶龜克壽）
未由里（小寶寶）（配音員：興梠里美）
尼可爺（配音員：塚田正昭）
呼庫林（配音員：長嶝高士）
吉永萌（配音員：高口幸子）
小林（配音員：小山武宏）
鈴木（配音員：佐藤晴男）
野村（配音員：小關一）
男子（配音員：山本滿太、室園丈裕、山口太郎）

### 劇中歌
歌曲是元千歲，唱片公司是Epic Records Japan Inc.。
主題歌
少女的奇幻森林
插入歌
希望有你在這裡
※順便一提這插入歌是，是該電視台系列的星期日22點00分開始播映的『新報道獎金A』的主題歌被使用了同樣的樂曲。

## 相關項目
- 富士電視台動畫

## 外部連結
- （日語） ミヨリの森
- （日語） NHK錄音電視劇～NHK-FM的廣播劇 （页面存档备份，存于）
- （日語） 富士電視台 （页面存档备份，存于）